# Абу Біляль аль-Харбі
Насір Мухаммад Авад аль-Гідан аль-Харбі (1974—2017), відомий як Абу Білал аль-Харбі — ісламський бойовик, член терористичної організації Ісламська держави (ІД), губернатор її відділення в Ємені (вілаят Ємен).

## Біографія
Він народився в регіоні Аль-Касим у Саудівській Аравії 20 липня або 5 вересня 1974 року.
У вересні 2014 року він встановив контакт з ІД. Наприкінці 2014 року він нібито сприяв переміщенню людей і матеріалів для операцій ІД в Саудівській Аравії.
За даними Міністерства фінансів Сполучених Штатів, він завербувався на користь Ісламської держави в Ємені в середині 2015 року.
У грудні 2015 року відбувся бунт проти свого правління на посаді губернатора членів Ісламської держави в Ємені, які звернулися до керівництва Ісламської держави в Сирії та Іраку з проханням замінити його. Сімдесят членів оголосили про відхід у листі, опублікованому в Інтернеті, хоча вони заявили про свою вірність Абу Бакру аль-Багдаді.
Автори звинуватили його та його «внутрішнє оточення» у скоєнні «надмірів і порушень шаріату».
У листі далі перераховувалися три порушення шаріату, які, ймовірно, вчинив Абу Білал: неправомірне «звільнення ряду солдатів» після того, як вони подали скаргу, ненадання «основних ресурсів» під час бою в губернаторстві Хадрамаут і відмова підкоритися на шаріатське рішення проти регіонального командира. Були висунуті додаткові звинувачення в «утиску пригноблених» і «вигнанні мухаджирів». Тоді вони вимагали від Багдаді звільнити губернатора Ємену разом із «його свитою».
Абу Убайда Абд аль-Хакім, член консультативної ради Ісламської держави, відповів, відхиливши прохання про усунення губернатора та сказавши: «Те, що ви наважилися зробити, категорично відхилено. Ви повинні почути та підкоритися тому, кому доручено з вашим еміратом, і вам доручено його еміратом над вами».
У 2017 році Ісламська держава — провінція Ємен поширила відеозаписи, які оплакують смерть Абу Білала аль-Харбі, але обставини його смерті невідомі.